# Bollywood
Bollywood là tên gọi không chính thức được đặt cho ngành công nghiệp sản xuất điện ảnh tiếng Hindi có trụ sở tại Bombay, Ấn Độ. Cụm từ này đôi khi bị dùng sai lệch, để chỉ toàn bộ ngành công nghiệp phim tại Ấn Độ.
Tên Bollywood là sự kết hợp giữa Bombay, tên gọi cũ của thành phố Mumbai và Hollywood, kinh đô điện ảnh của Mỹ. Mặc cho một số người theo chủ nghĩa thuần túy thì cho rằng cách gọi trên hạ thấp giá trị của ngành công nghiệp này khi tên nó được đặt ăn theo, cái tên Bollywood vẫn cứ tồn tại và đã được đưa vào từ điển tiếng Anh Oxford.

## Lịch sử hình thành và phát triển
Bollywood và các trung tâm sản xuất phim khác (Tamil ở Chennai, Telegu ở Hyderabad, Bengal ở Kolkata và Malayalam ở Kerala) cùng nhau tạo nên một ngành công nghiệp phim phát triển mạnh tại Ấn Độ. Đây được coi là ngành công nghiệp sản xuất phim lớn nhất thế giới tính theo số lượng phim sản xuất hàng năm cũng như số vé bán ra tại các rạp chiếu phim. Bollywood đã trở thành một phần quan trọng của văn hóa không chỉ ở Ấn Độ, tiểu lục địa Ấn mà còn lan rộng sang Trung Đông, một phần của châu Phi, một phần khu vực Đông Nam Á và cộng đồng người Nam Á trên toàn thế giới. Bollywood có lượng khán giả đông nhất tại các nước như Anh, Canada, Úc, Mỹ nơi có một lượng lớn người nhập cư gốc Ấn.

## Diễn viên
Các diễn viên hàng đầu hiện nay, theo chữ cái:
- Nam: Aamir Khan, Abhishek Bachchan, Amitabh Bachchan, Ajay Devgan, Akshay Kumar, Emraan Hashmi, Farhan Akhtar, Hrithik Roshan, Imran Khan, Irrfan Khan, Ranbir Kapoor, Saif Ali Khan, Salman Khan, Sanjay Dutt, Shahrukh Khan,....
- Nữ: Aishwarya Rai, Amrita Rao, Anushka Sharma, Asin (Asin Thottumkal), Ayesha Takia, Tabu, Bipasha Basu, Deepika Padukone, Freida Pinto, Genelia D'Souza, Jacqueline Fernandez, Juhi Chawla, Kajol, Kareena Kapoor, Katrina Kaif, Lara Dutta, Madhuri Dixit, Mahie Gill, Manisha Koirala, Mallika Sherawat, Prachi Desai, Preity Zinta, Priyanka Chopra, Raima Sen, Rani Mukerji, Riya Sen,Sanaya Irani, Shriya Saran, Sonakshi Sinha, Sonam Kapoor, Sridevi,...

Các nam diễn viên của các trung tâm phim miền nam nổi tiếng như Mahesh Babu, Ram Charan Teja, Vijay,... các nữ diễn viên Amala Paul, Anushka Shetty, Hansika Motwani, Ileana D'Cruz, Kajal Aggarwal, Parvathy Omanakuttan, Samantha Ruth Prabhu, Shruti Haasan, Tamannaah,... cũng có một số phim cộng tác với Bollywood.

## Phim tiêu biểu
Bollywood chuyên sản xuất phim tiếng Hindi, cũng như một số trung tâm khác, sản xuất một số ít 
.
Nhiều cuộc bình chọn khác nhau, một số phim của Bollywood tiêu biểu: 1. Sholay (1975), 2. Guide (1965), 3. Mother India (1957), 4. Mughal-e-Azam (1960), 5. Dilwale Dulhaniyaa Le Jaayenge DDLJ (1995), 6. Deewar (1975), 7. Lagaan (2001), 8. Hum Aapke Hain Kaun (1994), 9. Border (1997), 10. Taare Zameen Par (2007),... Không kể các phim đạo diễn hải ngoại.
Tuy nhiên phim đoạt nhiều giải quốc tế nhất là chùm phim The Apu Trilogy của Satyajit Ray thuộc dòng phim tiếng Bengal.